# Talang Rami
Talang Rami is een bestuurslaag in het regentschap Seluma van de provincie Bengkulu, Indonesië. Talang Rami telt 622 inwoners (volkstelling 2010).